# Eridadi Mukwanga
Eridadi Mukwanga est un boxeur ougandais né le 12 juillet 1943 à Kawanda (en) et mort en janvier 1998 dans le comté de Busiro (district de Wakiso).

## Carrière
Eridadi Mukwanga débute en boxe en 1965. Il est médaillé de bronze des poids coqs lors des Championnats d'Afrique de boxe amateur 1968 à Lusaka.
Il s'illustre lors des Jeux olympiques de Mexico en 1968 en atteignant la finale du tournoi des poids coqs. Battu par le Soviétique Valerian Sokolov, il remporte alors la médaille d'argent.